# Španjolski omlet
Španjolski omlet, ili u doslovnom prijevodu Španjolska tortilja, je hrvatski naziv za tradicionalno jelo španjolske kuhinje koje se u originalu zove tortilla española, tortilla de patatas ili tortilla de papas.  Radi se o omletu od jaja i krumpira, a u nekim varijantama dodaje se i luk. Sprema se u maslinovom ulju i često se poslužuje kao predjelo.  Originalno, jelo je podrijetlom iz Španjolske.

## Način pripreme
Ovo jelo izuzetno je popularno u Španjolskoj, na Iberijskom poluotoku te drugim državama španjolskog i portugalskog govornog područja. Postoje brojne regionalne verzije, ali osnovni recept uvijek uključuje jaje, krumpir, maslinovo ulje, sol i ponekad luk. Dodavanje luka često je kontroverzna kulinarska tema jer mnogo toga ovisi o mekoći krumpira. Zbog toga neki restorani poslužuju tortilla de patatas i tortilla de patatas con cebolla (s lukom).
Krumpiri se, u nekoj načelnoj verziji recepta, izrežu na tanke ploške ili male kockice pa se dinstaju na ulju, zajedno s lukom i različitim začinima, koji, ponovno, variraju od regije do regije. Kad krumpiri omekšaju uklone se s vatre te se izmješaju s prethodno umućenim jajima. 
Ovo smjesa se potom ponovno vraća u tavu i peče na način da se prvo peče na jednoj, a potom okrene i peče na drugoj strani. 
Originalnoj verziji mogu se dodati papar, peršin, korijander, bijeli luk, sir, šunka, dimljena kobasica (chorizo), škampi, različito povrće, itd. 
Tortilja se može jesti hladna ili vruća - u pravilu se služi kao predjelo pa je češće hladna. Također, može se služiti uz mezu pa se onda reže na male kockice i konzumira nabadanjem na čačkalice. Najčešće, kad se izvadi iz tave reže se kao torta ili pizza, s obzirom na to da ima okrugao oblik. 